# پیتر الیس (کارگردان)
پیتر الیس (۲۸ ژانویه ۱۹۴۸- ۲۴ آوریل ۲۰۰۶) یک کارگردان بریتانیایی بود که یه توسعه چندین قسمت‌های سریال‌های تلویزیونی کمک کرد. او کارش را با کارگردانی قسمت‌هایی از چندین سریال دراماتیک انگلیسی شروع کرد. در اواخر دهه ۱۹۸۰، به هالیوود، کالیفرنیا رفت و بقیه عمرش همان‌جا ماند. او به کار در ایالات متحده امریکا، کانادا، فرانسه، نیوزیلند و اسپانیا پرداخت و چندین قسمت از سریال‌های اهل کوهستان، سوپرنچرال، ساعت سوم، ملکه شمشیرها، قتل تشخیص، تاج شاهین، به من بگوئید آقا و خوش بین را کارگردانی کرد. او نویسنده شش قسمت از سریال خوش بین بود. در فصل دو سریال سوپرنچرال، قسمتی با نام "همه یک دلقک را دوست دارند" به الیس اهدا شد.
او برادر بازیگران، رابین الیس و جک الیس بود.

## مرگ
الیس در سن ۵۸ سالگی در اثر سکته قلبی درگذشت.